# Andrew Murtha
Andrew Murtha, né le 19 octobre 1965 à Parramatta, est un patineur de vitesse sur piste courte australien.

## Biographie
Andrew Murtha remporte la médaille de bronze en relais sur 5 000 m aux Jeux olympiques d'hiver de 1994 à Lillehammer.